# باب جکسون (شناگر)
باب جکسون (به انگلیسی: Bob Jackson) (زادهٔ ۵ مارس ۱۹۵۷) شناگر اهل ایالات متحده آمریکا است.